# Kepler-20
Kepler-20 ist ein 950 Lichtjahre von der Erde entfernter Stern im Sternbild Leier mit einem Planetensystem, das aus fünf bekannten Exoplaneten besteht. Mit einer scheinbaren Helligkeit von 12,51 mag kann er mit bloßem Auge nicht gesehen werden. Die Beobachtung erfordert ein Teleskop mit einer Apertur von mindestens 15 cm (6 Zoll) oder mehr.
Kepler-20 ist etwas kleiner als die Sonne, hat 94 % des Sonnenradius und etwa 91 % der Sonnenmasse. Die effektive Temperatur der Photosphäre des Sterns beträgt 5.466 Kelvin und ist etwas kühler als die der Sonne, was ihm das charakteristische gelbe Glühen eines gelben Zwergsterns der Spektralklasse G8 verleiht. Die Häufigkeit von anderen Elementen als Wasserstoff oder Helium, von Astronomen als Metallizität bezeichnet, ist schätzungsweise gleich groß wie bei der Sonne. Kepler-20 ist wahrscheinlich älter als die Sonne, allerdings ist hier der Fehlerbereich relativ groß.

## Planetensystem

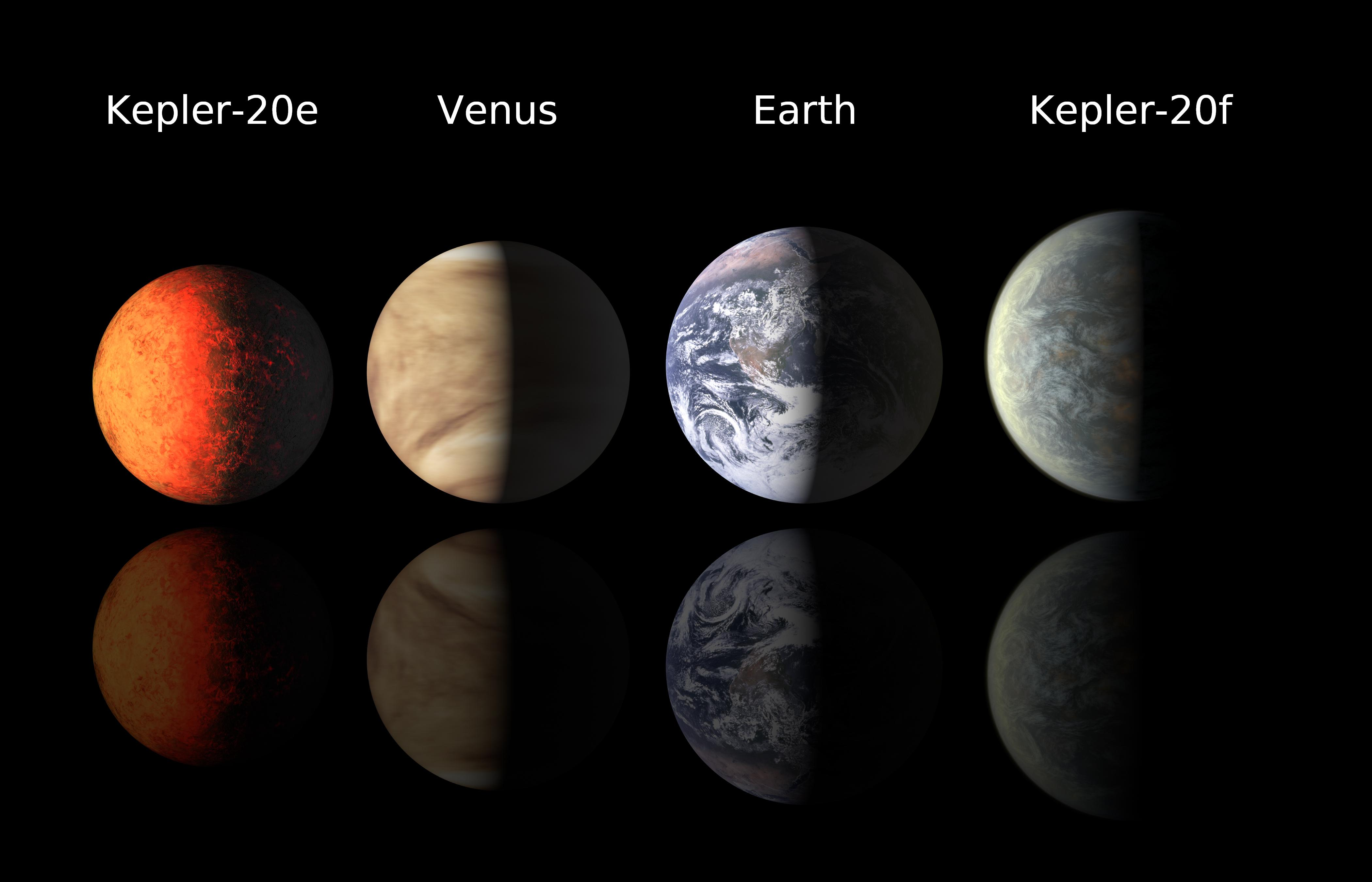
Größenvergleich der Planeten Kepler-20e und Kepler-20f (künstlerische Impression) mit Venus und Erde (aktuelle Fotografien)

Am 20. Dezember 2011 gab das Wissenschaftlerteam des Kepler-Weltraumteleskops die Entdeckung eines Systems von fünf Planeten bekannt, bestehend aus drei Gasplaneten und den beiden etwa erdgroßen Planeten Kepler-20e und Kepler-20f. Kepler-20e ist der erste bekannte Exoplanet um einen Hauptreihenstern, der kleiner als die Erde ist.
Obwohl die beiden Planeten ungefähr die Größe der Erde haben, sind sie keineswegs als erdähnlich zu bezeichnen, da sie ihren Stern in weitaus geringerer Entfernung umkreisen als die Erde die Sonne umkreist und sie sich daher weit außerhalb der habitablen Zone befinden, wobei die Temperaturen auf ihrer Oberfläche schätzungsweise 760 °C bzw. 427 °C erreichen. Die drei anderen Planeten Kepler-20b, Kepler-20c, und Kepler-20d sind in etwa von der Größe des Neptun und kreisen ebenfalls in sehr engen Umlaufbahnen um den Zentralstern.
Die Massen von Kepler-20e und Kepler-20f sind geschätzt. Ihre Massenbestimmung ist unsicher, weil sie zu klein sind, um mit gegenwärtiger Technologie mittels der Radialgeschwindigkeitsmethode entdeckt zu werden.
Alle Planeten befinden sich in Bahnresonanzen. Von innen nach außen hin betragen diese 3:2, 4:2, 2:1 und 4:1.
Planetensystem von Kepler-20
| Planet (nach Entfernung vom Stern) | Entdeckung (Jahr) | Radius (in {\displaystyle R_{\oplus }}) | Masse (in M⊕) | Umlaufzeit (in Tagen) | Große Halbachse (in AE) | Bahnneigung (in {\displaystyle \mathrm {^{\circ }} }) | Exzentrizität |
| ---------------------------------- | ----------------- | --------------------------------------- | ------------- | --------------------- | ----------------------- | ----------------------------------------------------- | ------------- |
| Kepler-20b                         | 2011              | 1,91                                    | 8,7           | 3,6961219             | 0,04537                 | —                                                     | <0,32         |
| Kepler-20e                         | 2011              | 0,868                                   | 0,39–1,67     | 6,098493              | 0,0630                  | —                                                     | <0,28         |
| Kepler-20c                         | 2011              | 3,07                                    | 16,1          | 10,854092             | 0,0930                  | —                                                     | <0,40         |
| Kepler-20f                         | 2011              | 1,034                                   | 0,66–3,04     | 19,57706              | 0,1370                  | —                                                     | <0,32         |
| Kepler-20d                         | 2011              | 2,75                                    | <20,1         | 77,61184              | 0,3453                  | —                                                     | <0,60         |